# 2023年のATPツアー
2023年のATPツアーは、2022年12月から2023年12月まで行われたATPツアーのシーズンである。